# SP Tre Fiori (futsal)
SP Tre Fiori – sanmaryński klub futsalowy z siedzibą w mieście San Marino, obecnie występuje w najwyższej klasie rozgrywkowej Luksemburga. Jest sekcją futsalu w klubie sportowym SP Tre Fiori.

## Sukcesy
- Mistrzostwo San Marino (4): 2006/07, 2008/09, 2015/16, 2016/17
- Puchar San Marino (3): 2005/06, 2015/16, 2016/17
- Superpuchar San Marino (1): 2017